# تپه گورستان علمدار
تپه قبرستان علمدار مربوط به دوره اشکانیان است و در شهرستان مشگین‌شهر، بخش مرکزی، دهستان شعبان، روستای علمدار واقع شده و این اثر در تاریخ ۱۲ دی ۱۳۸۶ با شمارهٔ ثبت ۲۰۳۳۴ به‌عنوان یکی از آثار ملی ایران به ثبت رسیده است.